# 당정역
당정(한세대)역(Dangjeong(Hanse Univ.)Station, 堂井驛)은 경기도 군포시 당정동에 있는 수도권 전철 1호선의 전철역이다.

## 역사
군포역과 의왕역의 긴 역간거리로 불편을 겪었던 인근 주민들의 편의를 위해 수 년간의 민원에 의하여 추가 건설이 결정되었다. 철도건설법에 따라 총 300억원의 재정이 모두 군포시의 시비로 투입되었다.
- 2008년 5월 16일 : 착공
- 2010년 1월 5일 : 영업 개시[2]
- 2010년 1월 21일 : 수도권 전철 1호선 운행 개시
- 2014년 10월 31일 : 간이역으로 격하

## 역 구조
2면 4선의 상대식 승강장이며, 스크린도어가 설치돼 있다. 승강장에는 외벽이 설치돼 있다.

### 승강장
| ↑군포                 |
| \| １                 |
| 의왕(한국교통대학교)↓ |

| 1 | ● 수도권 전철 1호선 | 수원 · 병점(한신대)·천안 · 신창 방면               |
|   | 경부선              | 통과선                                             |
| 2 | ● 수도권 전철 1호선 | 구로 · 서울역 · 청량리(서울시립대입구)·광운대 방면 |

## 역 주변
- 군포시노인복지관
- 군포문화센터
- 군포옥천초등학교
- 군포초등학교
- 당정초등학교
- 당정중학교
- 당동쌍용아파트
- 당동주공아파트
- 당동2지구
- 당정동대원칸타빌아파트
- 당정동대우아파트
- 당정동성원상떼빌아파트
- 당정동한솔아파트
- 당정동LG아파트
- 당정동SK벤티움
- 한세대학교
- 당정근린공원
- 당정푸르지오
- 군포동행정복지센터

## 승차량 변동
| 역 노선 | 승차 인원 | 승차 인원 | 승차 인원 | 승차 인원 | 승차 인원 | 승차 인원 | 승차 인원 | 승차 인원 | 승차 인원 | 승차 인원 | 승차 인원 | 승차 인원 | 승차 인원 | 주 석 |
| 역 노선 | 2010년    | 2011년    | 2012년    | 2013년    | 2014년    | 2015년    | 2016년    | 2017년    | 2018년    | 2019년    | 2020년    | 2021년    | 2022년    | 주 석 |
| ------- | --------- | --------- | --------- | --------- | --------- | --------- | --------- | --------- | --------- | --------- | --------- | --------- | --------- | ----- |
| 경부선  | 5222      | 6193      | 6649      | 7069      | 7431      | 7591      | 7546      | 7463      | 7221      | 7253      | 4960      | 4992      | 5761      | [ 3 ] |

## 인접한 역
| 경부선                | 경부선                          | 경부선                       |
| --------------------- | ------------------------------- | ---------------------------- |
| P150 군포 광운대 방면 | ● 수도권 전철 1호선 경부선 완행 | P152 의왕 서동탄 · 신창 방면 |